# Xã Sharon, Michigan
Xã Sharon (tiếng Anh: Sharon Township) là một xã thuộc quận Washtenaw, tiểu bang Michigan, Hoa Kỳ. Năm 2010, dân số của xã này là 1.737 người.